# 金立
金立（Gionee），全稱深圳市金立通信設備有限公司，是中國的移動設備研製與軟件開發企業，成立於2002年9月。下屬企業包括深圳金立科技、深圳金立創新投資、深圳奧軟、東莞金銘、東莞金眾、東莞金尚、北京金立及香港金立。一度占中国手机市场份额约5%，曾經为印度手机市场份额最大的中国品牌。

## 歷史
- 2002年9月，金立在中国深圳正式成立。
- 2016年2月22日，在西班牙巴塞羅拉MWC大會發布全新品牌形象理念。
- 2016年3月15日，與世界圍棋第一人柯潔簽約代言。
- 2016年5月推出金立 F100[3]。
- 2016年6月20日，与导演冯小刚及影视演员余文乐签约代言。
- 2017年5月4日，與创作歌手薛之谦簽約代言。
- 2017年11月包场深圳卫视演播大厅與代言人影星刘涛發布新機。

### 破產重整
2018年5月，华兴银行深圳分行以无法清偿到期债务为由，向广东省深圳市中级人民法院提出了金立集團的破产清算。同年12月17日，深圳市中級人民法院正式裁定金立集团破产。2019年9月，经过破产重组，金立手机回归公众视线，推出新款手机金立M11和金立M11s。

## 外部連結
- （英文）金立全球
- （简体中文）金立中國